# Rat für technologische Souveränität
Der Rat für technologische Souveränität ist ein vom Bundesministerium für Bildung und Forschung (BMBF) berufenes interdisziplinäres Gremium. Es berät das BMBF zu Fragen der technologischen Souveränität. Zu seinen Aufgaben gehört die Analyse des wissenschaftlichen und wirtschaftlichen Potentials einzelner Technologien sowie deren Wechselwirkung untereinander zum Zwecke der Identifikation von Technologiefeldern mit langfristiger strategischer Bedeutung.
Der Rat für technologische Souveränität wurde am 1. September 2021 von Bundesbildungsministerin Anja Karliczek berufen und begann im September 2023 seine zweite Berufungsperiode. Er setzt sich aus derzeit zehn Experten verschiedener Disziplinen aus Wissenschaft und Wirtschaft zusammen.

## Mitglieder
- Viola Bronsema (BIO Deutschland e.V.)
- Oliver Falck (ifo Zentrum für Industrieökonomik und neue Technologien)
- Svenja Falk (Accenture)
- Tim Gutheit (Infineon Technologies AG)
- Christina Hack (Brose Fahrzeugteile SE & Co. KG)
- Stefan Joeres (Robert Bosch GmbH)
- Elsa Andrea Kirchner (Universität Duisburg-Essen)
- Marion Merklein (Friedrich-Alexander-Universität Erlangen-Nürnberg)
- Hans Schotten (Deutsches Forschungszentrum für Künstliche Intelligenz)
- Andreas Tünnermann (Fraunhofer-Institut für Angewandte Optik und Feinmechanik)

### Ehemalige Mitglieder
- Tina Klüwer (Bundesverband Künstliche Intelligenz e.V.)
- Oliver Kraft (Karlsruher Institut für Technologie)